# Epidius lyriger
Epidius lyriger är en spindelart som beskrevs av Simon 1897. Epidius lyriger ingår i släktet Epidius och familjen krabbspindlar.
Artens utbredningsområde är Filippinerna. Inga underarter finns listade i Catalogue of Life.